# August Semrau
August Semrau (* 25. September 1816 in Groß Jenznick, Kreis Schlochau; † 12. September 1893 in Breslau) war ein deutscher Journalist.

## Leben
Als Sohn eines Oberschulzen und einer Polin geboren, studierte Semrau nach dem Besuch des Gymnasiums in Kulm Philologie in Berlin und Breslau. Während seines Studiums wurde er 1841 Mitglied der Burschenschaft der Raczeks Breslau. Als Student schrieb er in der Breslauer Zeitung Theaterrezensionen. Nach seinem Studium wurde er Journalist, zuerst bei der Schlesischen Zeitung und dann ab 1844 bei der zweiten Bremer Zeitung. Er veröffentlichte zahlreiche Artikel mit liberalem und demokratischem Inhalt. Seit 1845 war er in der Breslauer liberal-oppositionellen Bewegung engagiert, beteiligte sich an spontanen "Bahnhofsversammlungen" und protestierte nach deren Verbot. Anfangs zusammen mit Julius Stein, dann als alleiniger Herausgeber brachte er die von September 1846 bis Ende 1847 erschienene Breslauer Ressourcen-Zeitung heraus. Er war einer der Redner auf dem Fürstensteiner Fest im Juni 1846, wo er das Recht auf Volksversammlungen verteidigte und sich gegen die schlesische Ritterschaft wandte. 1847 wurde er verdächtigt, zusammen mit Eduard von Reichenbach in der Festung Neiße inhaftierte Polen befreit zu haben. Anfang 1848 gab er die demokratisch-oppositionelle Monatsschrift Der Staatsbürger heraus und war seit Beginn der Revolution 1848/49 einer deren führenden Kräfte in Breslau. So war er Mitglied der Volksdeputation, wurde in den Vorstand des Arbeitervereins gewählt und gehörte dem Demokratischen Klub an. Von Sommer 1848 bis April 1849 war er Redakteur der von Arnold Ruge herausgegebenen Zeitung Die Reform. Wegen seiner Tätigkeiten wurde er 1850 verurteilt und saß seine dreijährige Haft bis 1853 in der Festung Neiße in Glatz ab. Danach wurde er bis 1856 unter polizeiliche Aufsicht gestellt, arbeitete als Fotograf und machte ein Zigarrengeschäft auf. 1855 publizierte er wieder, unter dem Pseudonym Ps. Gustav. Von 1859 bis 1890 war er als Chefredakteur zusammen mit Moritz Elsner Herausgeber der Breslauer Morgenzeitung. Er war Mitglied der Freisinnigen Volkspartei.
Sein Sohn war der Kunsthistoriker und Professor für Kunstgeschichte Max Semrau.

## Veröffentlichungen (Auswahl)
- Eilf Kapitel gegen Professor Dr. J. B. Baltzer oder die "gute" Presse auf dem Armensünderbänkchen. 4. Aufl. Breslau 1845.
- Plattdeutsche Gedichte. Konitz 1845. Mehrere Auflagen 1873, 1891, 1908.
- Das Fürstensteiner Fest, die Beschreibung desselben und seine Folgen nebst einer Darstellung der wegen Entweichung polnischer Insurgenten geführten Untersuchung. Bremen 1847.